# Гирдоб
Гирдоб (тадж. Гирдоб) — сельский населённый пункт в Сангворском районе РРП Таджикистана. Входит в состав сельской общины (джамоата) Чильдара. Расстояние от села до центра района (село Тавильдара) — 15 км, до центра джамоата (село Чильдара) — 7 км, до г. Душанбе — 188 км. Население — 130 человек (2017 г.; 127 в 2015 г.) таджики. Население в основном занято сельским хозяйством (животноводство и растениводство). Земли орошаются главным образом водами горных источников.
В 1955 году жители были насильственно переселены в районы Кумсангир и Вахш, и города Душанбе и Гиссар. Часть жителей вернулась в 1985 году.